# Pomnik Augusta Hlonda w Katowicach
Pomnik Augusta Hlonda w Katowicach – pomnik kardynała Augusta Hlonda w Katowicach, odsłonięty 5 lipca 2016, znajdujący się na skrzyżowaniu ulic Stwosza i Jordana w katowickim śródmieściu.

## Historia
Idea upamiętnienia osoby pierwszego biskupa katowickiego, późniejszego prymasa kard. Augusta Hlonda, zrodziła się w środowisku Klubu Inteligencji Katolickiej. Wyraził ją w rozmowie z metropolitą górnośląskim Damianem Zimoniem w 2011 wiceprezydent Katowic Michał Luty. Po ogłoszeniu konkursu na projekt w 2014 przyjęto 20 prac, z których komisja konkursowa ostatecznie wybrała pracę Zbigniewa Mikielewicza i Przemysława Dudziuka z Torunia. Pomnik odsłonięto 5 lipca 2016 w obecności członków rodziny kardynała, władz samorządowych i kościelnych, w 153 rocznicę urodzin prymasa.
Plac, na którym znajduje się pomnik, od 2018 nosi nazwę „Skwer Prymasowski”.

## Opis
Wykonany z drobnoziarnistego piaskowca monument, o całkowitej wysokości 4,3 m, znajduje się przy skrzyżowaniu ulic Stwosza i Jordana, po stronie gmachu Wyższego Śląskiego Seminarium Duchownego. Rzeźbiona, siedząca postać kardynała spogląda w kierunku sąsiadującej ze skrzyżowaniem katedry Chrystusa Króla. Duchowny trzyma w ręce różaniec. Bryła pomnika waży 23 tony. Piaskowiec sprowadzono z Hiszpanii, z okolic Barcelony. Na cokole znajduje się napis, cytat z wypowiedzi kard. Hlonda: Kto z Bogiem pracuje, kładzie fundament pod dzieła, które przetrwają wieki, bo tylko opierając się na Bożym prawie można dokonać wielkich dzieł.